# ドキド欽ちゃんスピリッツ!!
『ドキド欽ちゃんスピリッツ!!』（ドキドきんちゃんスピリッツ）は、1986年10月21日から1987年3月24日までTBS系列局（一部を除く）で放送されていたTBS製作のバラエティ番組である。放送時間は毎週火曜 19:20 - 20:51 （日本標準時）。

## 概要
萩本欽一が、『欽ちゃんの週刊欽曜日』の終了以来1年ぶりにTBSでレギュラーを務めたバラエティ番組である。その他の出演者は『週欽』とほぼ同じ陣容だったが、当時はタレントとしては無名だった森公美子、時代劇俳優のイメージが強かった高橋英樹、ロサンゼルスオリンピック金メダリストの森末慎二も起用された。
放送開始前の時期には『欽ちゃんの100分番組』との副題も用いられた。

## 出演者
- 萩本欽一
- 高橋英樹
- 小堺一機
- 関根勤
- 森末慎二
- 辰巳琢郎
- 野口五郎
- 風見慎吾
- 正木慎也
- 中村亘利
- 奈津あつし
- 山口祥行
- 車だん吉
- 森公美子
- 竹内都子
- 佐野量子
- ほか

## スタッフ
- 作・構成：大岩賞介、詩村博史、永井準、鈴木しゅんじ ／鶴間政行、大倉利晴、益子一男、君塚良一／ 白沢つとむ ／秋房子
- 音楽：門司肇
- 振付：ボビー吉野
- ディレクター：増井昭太郎、岩原貞雄
- プロデューサー：長谷部務、増井昭太郎
- 協力：浅井企画
- 製作著作：TBS

## コーナー
世直し君
UFOから降臨するヒーロー「世直し君」が森末とともにアクロバットアクションで活躍する勧善懲悪劇。特撮作品でのアクションシーンなどを演じるJACも参加。登場シーンBGMは『2001年宇宙の旅』のパロディ。
主演：森末慎二（世直し君役は戸谷晶弘だが、最終話まで素顔とともに伏せられていた）、ナレーター：森山周一郎
弱虫君
上記「世直し君」が人気となった為、パロディコントを展開。当初は「世直し君」の次の別コーナーであったが、後に「世直し君」コーナー内で共演することとなる。
弱虫で卑怯で、何をやっても面白おかしく失敗するが、なぜか最後には事態が解決して大いばりしている『Mr.ビーン』のような演出が付される。
主演：関根勤（最初から顔出し）、風見しんご、車ダン吉 等、ナレーター：小堺一機（森山の声色を真似ていた）。劇中BGM：Ottawan 「Hands Up」
明治鉄道物語
明治時代の鉄道の駅を舞台にコントを繰り広げるショートドラマ。
みんな、聴いてくれの青年：風見慎吾、京都のぼんぼん：辰巳琢郎、富山の薬売り：竹内都子、佐野量子
赤坂坂 第二商業工業農業専門高等学校 物語
「踊る書道部」を創設するまでを描く学園ドラマ。
三羽ガラス
目などの表情が変わる機構が組み込まれた無言のカラス人形3羽を相手に、萩本らが話しかけるコント。
その他のコント
小堺一機らによる、高橋英樹主演作『桃太郎侍』のものまねコントなど。

## 放送局
| 放送対象地域   | 放送局         | 系列    | 備考 |
| -------------- | -------------- | ------- | --- |
| 関東広域圏     | 東京放送       | TBS系列 | 製作局 現・TBSテレビ |
| 北海道         | 北海道放送     | TBS系列 | |
| 青森県         | 青森テレビ     | TBS系列 | |
| 岩手県         | 岩手放送       | TBS系列 | 現・IBC岩手放送 |
| 宮城県         | 東北放送       | TBS系列 | |
| 福島県         | テレビユー福島 | TBS系列 | |
| 新潟県         | 新潟放送       | TBS系列 | |
| 長野県         | 信越放送       | TBS系列 | |
| 山梨県         | テレビ山梨     | TBS系列 | |
| 静岡県         | 静岡放送       | TBS系列 | |
| 石川県         | 北陸放送       | TBS系列 | この番組の開始に伴い、これまで火曜20時に放送していた『太陽にほえろ!（日本テレビ系列）』を直後の火曜21時に移し、 火曜21時のドラマ枠の放送を打ち切った。 |
| 中京広域圏     | 中部日本放送   | TBS系列 | 現・CBCテレビ |
| 近畿広域圏     | 毎日放送       | TBS系列 | |
| 島根県・鳥取県 | 山陰放送       | TBS系列 | |
| 広島県         | 中国放送       | TBS系列 | |
| 岡山県・香川県 | 山陽放送       | TBS系列 | 現・RSK山陽放送 |
| 高知県         | テレビ高知     | TBS系列 | |
| 福岡県         | RKB毎日放送    | TBS系列 | |
| 長崎県         | 長崎放送       | TBS系列 | |
| 熊本県         | 熊本放送       | TBS系列 | |
| 大分県         | 大分放送       | TBS系列 | |
| 宮崎県         | 宮崎放送       | TBS系列 | |
| 鹿児島県       | 南日本放送     | TBS系列 | |
| 沖縄県         | 琉球放送       | TBS系列 | |

| TBS系列 火曜19:20 - 19:58枠                                                                 | TBS系列 火曜19:20 - 19:58枠                                                                      | TBS系列 火曜19:20 - 19:58枠 |
| 前番組                                                                                      | 番組名                                                                                           | 次番組 |
| ------------------------------------------------------------------------------------------- | ------------------------------------------------------------------------------------------------ | --- |
| クイズ三角関係 （1986年4月8日 - 1986年10月14日）                                            | ドキド欽ちゃんスピリッツ!! （1986年10月21日 - 1987年3月24日）                                    | やったぜ!加トちゃん （1987年4月14日 - 1987年9月22日） ※19:20 - 19:30ガキ大将がやってきた （1987年4月14日 - 1987年9月22日） ※19:30 - 19:58 |
| TBS 火曜19:58 - 20:00枠                                                                     |                                                                                                  | |
| ことばのプリズム ※平日帯 【火曜のみ20:51に移動】 【ここまで関東ローカル枠】                 | ドキド欽ちゃんスピリッツ!! （1986年10月21日 - 1987年3月24日） 【これのみネットワークセールス枠】 | ことばのプリズム ※平日帯 【火曜のみ20:51から移動】 【再び関東ローカル枠】                                                                 |
| TBS系列 火曜20:00 - 20:51枠                                                                 |                                                                                                  | |
| 天使のアッパーカット （1986年6月24日 - 1986年10月14日） ※20:00 - 20:51 【ここまでドラマ枠】 | ドキド欽ちゃんスピリッツ （1986年10月21日 - 1987年3月24日） 【これのみバラエティ番組枠】         | ママはアイドル! （1987年4月14日 - 1987年6月16日） ※20:00 - 20:51 【再びドラマ枠】                                                         |